# Eggensongar
Eggensongar er et album med Jørund Fluge Samuelsen udgivet i 2008. Dette er hans første plade som soloartist.

## Sporliste
1. Kår
2. Due
3. Eit stykke rav
4. Iallfall
5. Erlkönig
6. Den einaste vi har
7. Ventevise
8. Knelaren
9. Vi stengde
10. Ein ny doktor Jekyll
11. Finalevise